# Fuxi
Fuxi of Fu Xi is een figuur uit de Chinese mythologie. In de meeste overleveringen wordt hij beschouwd als de eerste van de Drie Verhevenen. Dat waren cultuurhelden die volgens de traditie de bevolking stapsgewijs elementen van de Chinese beschaving hebben bijgebracht. Volgens de in de Hantijd ontwikkelde pseudo-historische traditie 'regeerde' hij van 2952 tot 2836 v.Chr. Fuxi wordt vaak afgebeeld met Nüwa, zijn echtgenote en/of zijn zus. Zij vormen dan twee figuren met een menselijk bovenlichaam en de onderlichamen van slangen die in elkaar gekronkeld zijn. Vaak houden ze een passer en een winkelhaak in hun handen. In de Han-tijd wordt Fuxi vereenzelvigd met Taihao, een god van het licht.

## Verworvenheden
Fuxi leerde zijn onderdanen te koken, met netten te vissen en te jagen met wapens. Ook de teelt van zijderupsen, het domesticeren van dieren en de muziek werden aan hem toegeschreven. Hij was de uitvinder van de acht trigrammen, volgens de traditie de basis van het Chinese schrift. Hij bedacht de honderd Chinese familienamen, stelde het huwelijk in en bepaalde dat personen niet met mensen met dezelfde achternamen mochten trouwen. Ook bracht hij als eerste open-lucht offers aan de hemel.

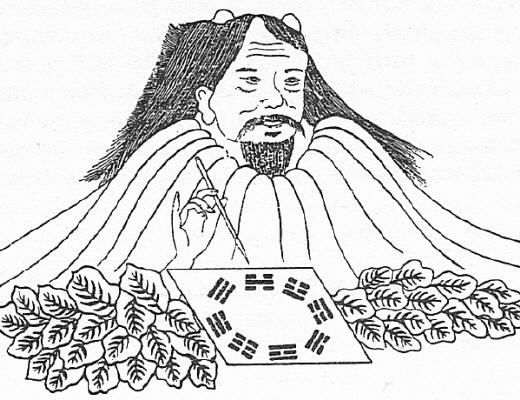
Fuxi en de trigrammen
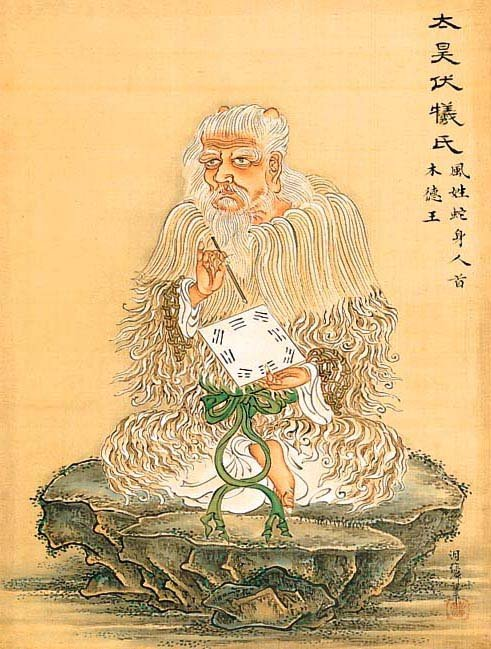
Fuxi en de trigrammen
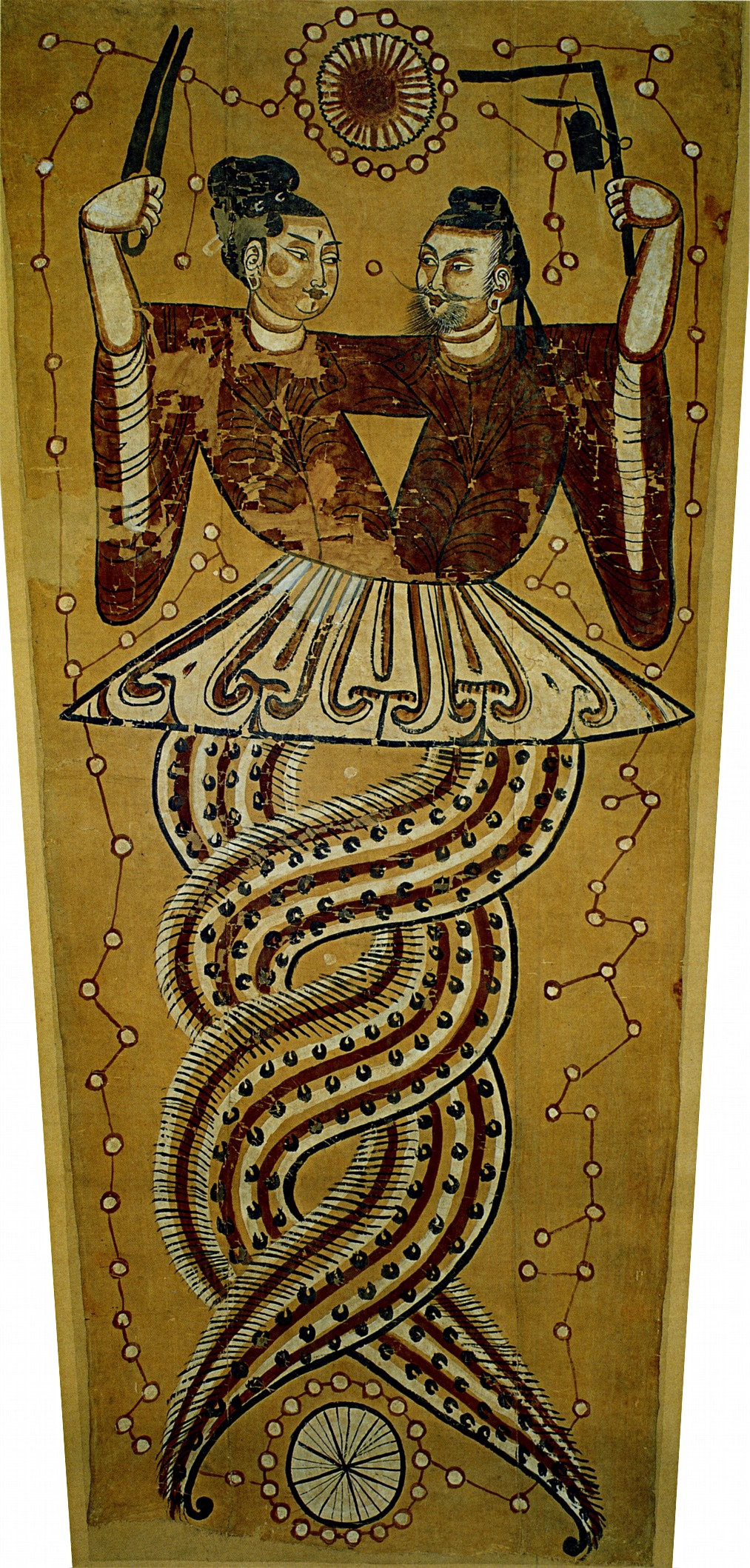
Fuxi en Nüwa
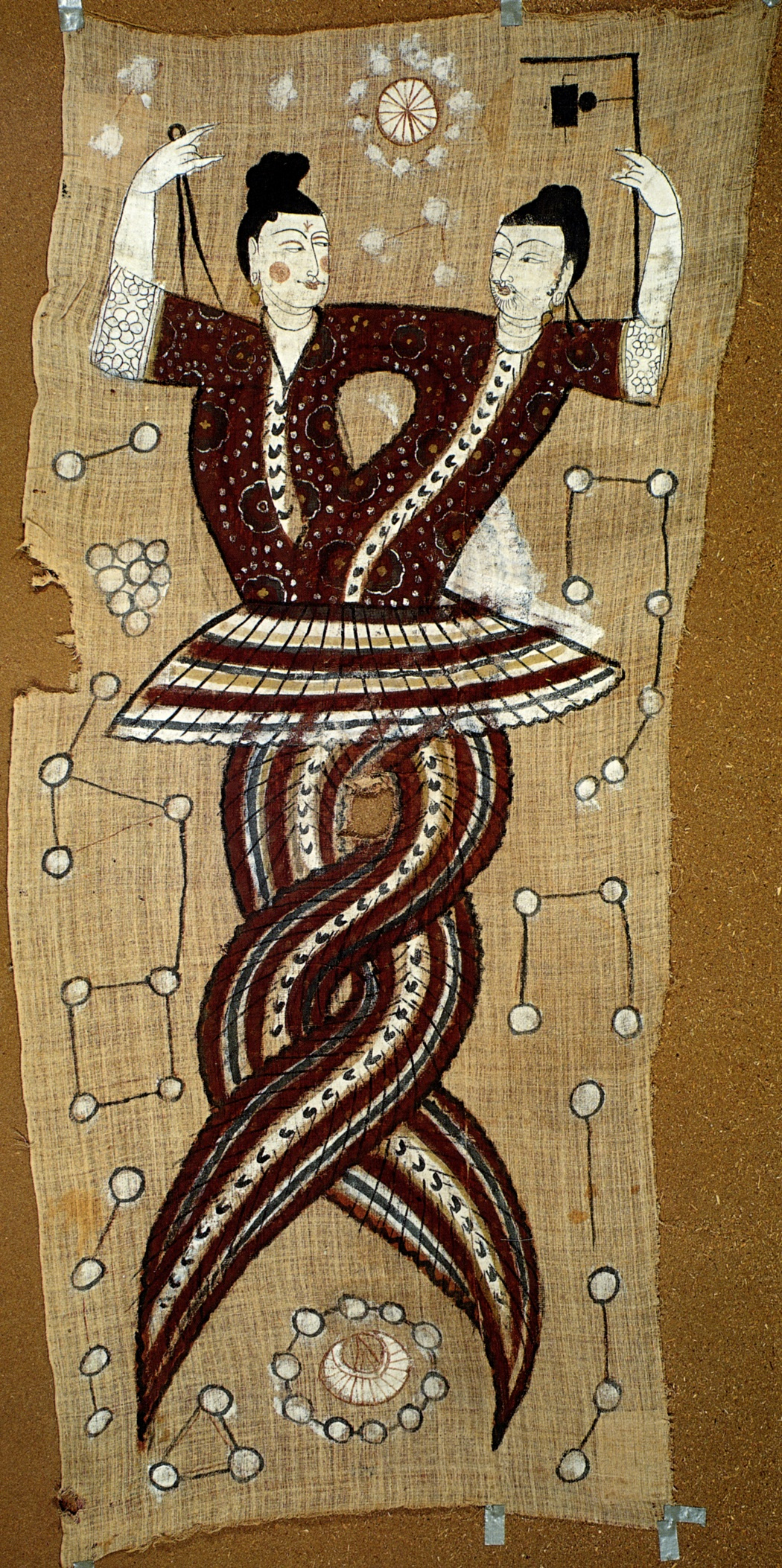
Fuxi en Nüwa